# 야마토다마시
야마토다마시(大和魂)는 외국과 비교하여 일본적이라고 생각되는 정신이나 지혜, 사상을 가리키는 용어·관념이다. 야마토고코로(大和心), 와콘(和魂)이라고도 한다.
유교나 불교 따위가 전래되기 이전의 일본인의 사고방식과 견해를 뒷받침하는 정신을 가리킨다. 유교나 노장사상에 기반을 둔 '한재(漢才)'에 대비하여 쓰여 에도 후기부터는 일본민족 특유의 "정직하고 자유로운 마음"의 의미가 부여되었다.
헤이안시대 중기 무렵부터 '재(才)', '한재(漢才)'와 대비되어 쓰이기 시작하여 많은 내용을 포함하는, 대단히 그 의미가 넓은 개념이다. 에도시대 중기 무렵 국학의 흐름 속에서 '가라고코로(漢意)와 대비되어 쓰이는 경우가 많아져 "일본 고래부터 전통적으로 전해져온 고유의 정신"이라는 관념이 부여되었다.
근세까지 일본에서는 야마토다마시라고 하면 다음과 같은 의미가 있다고 생각되었다.
- 세사에 대응하여, 사회 속에서 일체의 일을 원활히 진행해나가기 위한 상식이나 세간적 능력.
- 특히 각종 전문적 학문·교양·기술 따위를 사회 속에서 실제로 쓸모있게 쓸 수 있게끔 하는 재능이나 수완.
- 중국 등 외국문화와 문명을 향수함에 있어서 그것과 한쌍이 되는 상식적, 일본적 대응능력(야마토고코로).
- 지식이나 논리나 윤리가 아닌, 감정적 정서나 인정으로써 사물을 파악하고 공감하는 능력·감수성(모노노아와레).
- 이상의 근저가 됨직한 훌륭한 인물이 지닌 영적 능력.
- 일본민족 고유의 용감하고 청렴하며 특히 주군·천황에 대해 충의로운 기질, 정신성, 성품(근세 국학 이래의 신해석).

## 역사
야마토다마시라는 말이 처음 세상에 등장한 것은 《겐지모노가타리》의 《소녀》첩이라고 알려져 있다. 야마토다마시라는 말과 개념은 한재의 말과 개념에 대응하는 것으로서 탄생하였다. 《겐지모토가타리》가 탄생한 헤이안 중기는 국풍문화라는 일본 특유의 문화가 성했던 시대였으나, 당시 사람들 가운데서는 중국으로부터 전래된 지식·문화를 기반으로 삼아 일본풍으로 양념한 것에 불과하다, 라는 인식이 존재했던 것으로 생각된다. 이후 야마토다마시는 책상머리의 지식을 현실의 다양한 국면에서 응용하는 비판력·능력을 가리키게 되었으며, 주로 '실무능력'의 의미로서 쓰였다. 에도 시대에 접어들면 중기 이래 국학의 흐름 속에서 상대문자의 연구가 진행되어 야마토다마시라는 말은 모토오리 노리나가가 주창한 가라고코로(漢意)와 대비되게 되어 '모노노아와레', '의뭉스러움 없는 있는 그대로의 올곧은 마음', '불교나 유학에서 벗어난 일본 고래부터 전통적으로 전해져온 고유의 정신' 등의 개념이 발견·부여되었다. 후기에 들면 '일본의 독자성을 주장하기 위한 정치적 용어'로서 쓰이게 되었다. 그런 가운데 견당사 폐지를 건언한 스가와라노 미치자네가 야먀토다마시라는 말을 창시한 인물로서 가탁(仮託)되게 이르렀다. 이같은 경향은 유학의 심화와 미토학·국학 등의 발전과 그에 따른 존황론의 흥륭에 동반되는 것이었으며 근대화에 이르는 원동력이기도 하였다.
메이지에 들면 서양의 지식·학문·문화가 한꺼번에 유입됨으로써 오카쿠라 덴신 등의 인물에 의해 그것을 일본식으로 섭취해야 한다 하는 주장이 발생하여 야마토다마시와 더불어 화혼양재(화혼한재에서 한을 양으로 바꾼 것으로 화혼한재는 한재, 즉 중국 등으로부터 유입된 지식·학문을 그대로 일본에 이식하는 것이 아니라 어디까지나 기초적 교양으로서 받아들여 그것을 일본의 실정에 맞게끔 하여 응용적으로 정치, 생활 등 상황에서 발휘하는 것을 이른다)라는 말이 쓰이게 되었다. 이 말은 야마토다마시의 본래 뜻도 포함하고 있으나 한편으로 서양의 지식·문화를 필요 이상으로 섭취하는 것에 대한 저항감을 내포한다. 이윽고 구미열강에 대항할 수 있는 국가 건설을 목표로 구미를 모방한 중앙주권적 국가체제가 정비되는 과정에서 제1차 세계대전에서 승리한 프랑스군이 가진 사상(엘란 비탈)과 국민의 통제교육도 정비되어 그때까지의 자유주의적 경향의 교육에서 중앙집권적·국가주의적 경향으로 교육정책의 방향성이 바뀌게 된다. 그 과정에서 점점 '야마토다마시(일본정신)'라는 사상은 본래의 의미에서 국가충성심적인 부분이 강조되어 그 뜻이 변질되었다. 특히 러일전쟁 승전 이래 제국주의가 대두되며 국가에 대한 희생적 정신과 함께 타국에 대한 배외적·확장적인 자세를 포함하는 말로서 쓰이게 되었으며 야마토다마시라는 말은 애오라지 일본정신의 독자성·우위성을 표현하는 것으로 해석되었다.
쇼와 초기, 즉 제2차 세계대전기에는 군국주의적 색채를 강하게 띠어 현상(現状)을 타파하는 돌격정신을 고무하는 의미가 핵심이 되었다.
관동군의 중포병으로 입대할 당시, "백발백중의 포 일문은 백발일중의 포 백문에 상당한다"고 배웠다. 의문을 대꾸하면 "네놈은 감투(敢闘)정신이 부족하다. 포의 부족함은 야마토다마시로써 벌충하라"고 윽박을 질렀다.— 야마우치 이사오 〈나의 이력서〉(일본경제신문, 2000년 1월 31일)

"방어강판의 얇음은 야마토다마시로 벌충하라. 더욱이 강판이 얇으면 기동력이 있다." 포의 힘이 약하다고 해도 적의 보병과 포병에는 유효하지 않은가. 실제로는 적의 보병과 포병을 적의 전차가 지키고 있다. 그 전차를 부수기 위해 전차가 필요하다, 라는 근대전의 구조를 전혀 몰랐거나, 모르는 체를 하고 있었다. 전차 출신의 참모본부의 간부가 한 명도 없었으니만큼 몰랐다고 하는 편이 옳을 듯싶다.— 시바 료타로 〈역사와 시점 나의 잡기첩〉(신호사)

일본의 패전 직후에는 쓰이는 일이 그다지 없게 되었으나 이후의 일본문화론에서는 원래의 야마토다마시의 의미에 가까운 입론에 기초하는 논고가 다수 쓰여졌다.
헤이세이 이후로도 야마토다마시라는 말은 여러 상황에서 쓰이고 있다.

## 야마토다마시를 제재로 삼은 와카
- 무슨 이유로 깨어질 몸이냐 누군가 묻거든 거기에 야마토다마시라 답하노라(何故に砕きし身ぞと人問はばそれと答む日本魂)

다니가와 고도스가. 호고즈카(反古塚)의 비음(碑陰)에 새겨진 시. 원문은 만요가나이다.
- 시키시마의 야마토고코로를 누군가 묻거든 아침해에 풍기는(빛나는) 산벚나무라 하노라(敷島の大和心を人問はば 朝日に匂ふ山桜花)

모토오리 노리나가. 일반에 유포된 '모토오리 노리나가 상'의 모델이 된 '육십일세자화자찬상(六十一歳自画自賛像)'의 시. 훗날 담배의 상표로 활용되었으며('시키시마', '야마토', '아사히', '야마자쿠라'), 일본문학보국회찬 '애국백인일수'에 선택된 것 외에도 가미카제특공대의 여러 부대의 명칭에도 사용되었다.
- 그리하면 그리될 줄 알면서도 부득불 그만두지 못하는 야마토다마시(かくすればかくなるものと知りながらやむにやまれぬ大和魂)

요시다 쇼인. 죄수로 사로잡혀 시모다에서 에도로 호송되던 중 센가쿠지 앞을 통과할 무렵 읊은 시. 가와다 준찬 '애국백인일수'에 선택됨.
- 설령 몸은 무사시의 들판에 썩을지라도 남겨두고 싶구나 야마토다마시(身はたとひ武蔵の野辺に朽ちぬとも留め置かまし大和魂)

요시다 쇼인. 《유혼록》 모두의 시. 일본문학보국회찬 '애국백인일수'에 선택됨.
- 시키시마의 야마토고코로를 누군가 묻거든 몽고의 목을 친 도키무네라 하노라(しきしまの大和心を人問はば蒙古のつかひ斬りし時宗)

무라타 세이후. 노리나가의 시를 본보기로 삼아 지은 시. 가와다 준찬 '애국백인일수'에 선택됨.
- 그 누구의 몸에도 있음을 모르고 갈팡대누나 신이 남겨주신 야마토다마시(誰が身にもありとは知らでまどふめり神のかたみの大和魂)

노무라 모토니. 가집 《향릉집》(向陵集)에 수록된 시. 가와다 준찬 '애국백인일수'에 선택됨.
- 무사의 야마토고코로를 한데 뭉치어 단 한줄기 대승(大繩)으로 화하라(もののふの大和心をよりあはせ末ひとすぢの大繩にせよ)

노무라 모토니. 가집 《향릉집》에 수록된 시.
- 부운이 떠 있더라도 무사의 야마토고코로의 하나가 될 수 있다면야(浮雲のかかるもよしやもののふの大和心のかずにいりなば)

노무라 모토니. 후쿠오카번에서 자택근신을 명령받았을 무렵 지은 시.
- 몸은 이끼 아래 썩을망정 야마토다마시가 장맛비의 이슬로 사라질쏜가(身は苔の下に朽つとも五月雨の露とは消えじやまと魂)

시모노 간페이. 《근왕전》(勤王傳)에 수록된 시.
- 일본의 야마토고코로의 덧거친 바닷가에 깨어져 돌아가는 먼바다의 흰물결(日本のやまと心のあらいそにくだけて歸れ沖ノ白浪)

이노우에 후미오. 《조학집》(調鶴集)에 수록된 시.
- 해 뜨는 곳의 야마토고코로의 흔들림없는 증표는 후지의 고령일레라(日の本のやまと心の動きなきしるしは富士の高根なりけり)

이노우에 후미오. 《조학집》에 수록된 시.
- 미늘창의 길 험할지언정 나아가는 야마토고코로의 말 끊임이 없으리(玉鉾の道はあれても進み行くやまと心の駒はたゆまじ)

구로사와 도기. 《흥풍집》(興風集)에 수록된 시.
- 무사의 야마토고코로 갈고닦아 찬 태도에 맑게 깃들은 달이여(武士のやまと心をとぎて佩く太刀のさやかにすめる月かな)

오고 가즈토시. 《유방첩》(遺芳帖)에 수록된 시.